# Cesar Villela
Cesar Gomes Villela (Rio de Janeiro, 16 de maio de 1930 - Miguel Pereira, 11 de dezembro de 2020) foi um designer, pintor, cartunista e jornalista brasileiro.

## Biografia
Nascido na cidade do Rio de Janeiro, Villela iniciou sua vida profissional trabalhando na década de 1950 como programador visual de capas de discos. Em 1959, migra para a Elenco Records, gravadora responsável pela maioria dos artistas de Bossa nova.

Chega de Saudade de João Gilberto, estilizado por Villela.

Foi responsável direto por fazer as capas de renomados cantores e artistas brasileiros dentre eles, Chega de Saudade de João Gilberto, “Baden Powell à Vontade”, “Vinícius & Odete Lara”, "O Amor, o Sorriso e a Flor", "The Composer of Desafinado, Plays", "A bossa nova de Roberto Menescal e seu conjunto", "Nara"  e “Maysa”. O design de Villela caracteriza-se devido seus poucos elementos visuais e muitas cores.
Na década de 1960, foi um dos criadores da Keitz & Herndon produtora de filmes e comerciais localizada em Dallas, nos Estados Unidos. De volta ao Rio, foi presidente Clube dos Diretores de Arte que em seu mandato lançou pela primeira vez o  “Anuário de Arte Visual do Brasil”.
Suas obras ainda ilustram o número inaugural do Design Journal do Art Center of Korea (1988) e os livros Brasília: Patrimônio Cultural da Humanidade (1988) e Paz (1989).
César dedicou seus último anos a divulgação de sua arte, discussões sobre design, música e a Bossa nova.

## Exposições
Foram exposições de César:
- 1956 - Canadá - Coletiva, no Royal Museum of Ontario
- 1958 - Rio de Janeiro - Salão Nacional de Arte Publicitária - 1º lugar por cartaz realizado
- 1967 - Rio de Janeiro - 4ª Exposição de Arte Visual do Brasil, no MAM/RJ
- 1968 - Rio de Janeiro - 5ª Exposição de Arte Visual do Brasil, no Mercado de Arte
- 1973 - Rio de Janeiro  - Individual, na Galeria de Arte Copacabana Palace
- 1974 - Nova York - Coletiva da Unicef
- 1982 - Dallas - Ninth Annual Exhibition of Southwestern e Benjamin Gallery
- 1985 - Dallas - Ninth Annual Exhibition of Southwestern e Benjamin Gallery
- 1987 - Rio de Janeiro - Coletiva, na Galeria de Arte Ipanema
- 1991 - Flórida - Coletiva, na Royal Palm Art Gallery
- 1996 - Teresópolis  - Coletiva, na Galeria Alhambre
- 1995 - Rio de Janeiro - Cesar G. Villela em suas telas

## Morte
Villela morreu em onze de dezembro de 2020, aos 90 anos. O designer estava no município de Miguel Pereira, no interior do estado do Rio de Janeiro e deu entrada no hospital do município. Villela faleceu devido a complicações de pneumonia.